# تشيف باي
تشيف باي (بالإنجليزية: Chief Bey)‏ هو عازف جاز أمريكي، ولد في 17 أبريل 1913، وتوفي في 8 أبريل 2004 بسبب سرطان المعدة.